# Ashious Melu
Ashious Melu (Chililabombwe, Rodesia del Norte, 6 de junio de 1957-Zambia, 20 de enero de 1997) fue un futbolista y entrenador de fútbol de Zambia que jugó en la posición de defensa.

## Carrera

### Club
| Periodo   | Club               |
| --------- | ------------------ |
| 1979-1987 | Mufulira Wanderers |
| 1987-1988 | Olympiakos FC      |
| 1988–1989 | Mufulira Wanderers |
| 1989–1990 | Apollon Kalamarias |
| 1990–1992 | Favoritner AC      |
| 1992      | Mufulira Wanderers |

### Selección nacional
Jugó para Zambia en 21 ocasiones de 1982 a 1992 y anotó dos goles; participó en los Juegos Olímpicos de Seúl 1988 y en tres ediciones de la Copa Africana de Naciones.

### Entrenador
Dirigió al Mufulira Wanderers de 1992 a 1997.

## Logros

### Jugador
- Copa de Zambia (1): 1988
- Copa Desafío de Zambia (2): 1984, 1986
- Copa Heinrich (1): 1985
- Copa Campeón de Campeones (1): 1985
- Supercopa de Grecia (1): 1987

### Entrenador
- Primera División de Zambia (2): 1995, 1996
- Copa de Zambia (1): 1995
- Copa Desafío de Zambia (3): 1994, 1996, 1997
- Copa Campeón de Campeones (1): 1992
- Zambian Charity Shield (2): 1996, 1997